# ویکی‌سفر انگلیسی
ویکی‌سفر انگلیسی نسخهٔ زبان انگلیسی وبگاه ویکی‌سفر است؛ که در تاریخ ۲۳ سپتامبر ۲۰۱۲ ایجاد گردید.
در سال ۲۰۱۲، پس از یک دوره طولانی از نارضایتی میزبان موجود ویکی‌تراول، نسخه زبان انگلیسی ویکی‌تراول بر مهاجرت از آن به ویکی‌سفر اجماع گردید؛ و از این تاریخ به بعد تحت نام تجاری ویکی‌سفر به کار خود ادامه داد و همچنین تمام نسخه‌های زبان ویکی‌سفر عملیات نقل مکان به ویکی‌سفر بنیاد ویکی‌مدیا (WMF)، که یک سازمان غیرانتفاعی است را از آن تاریخ آغاز کردند.

## تاریخچه
نسخه زبان انگلیسی ویکی‌سفر هم‌اکنون، با بیش از ۲۷٬۳۸۰ راهنمای سفر، در ردهٔ اول ویکی‌سفرها قرار دارد.